# Língua de sinais cubana
A língua de sinais cubana ou língua gestual cubana é a língua de sinais (pt: língua gestual) usada pela comunidade surda em Cuba.